# Black Sabbath (album)
| Recensione                    | Giudizio       |
| ----------------------------- | -------------- |
| AllMusic                      |                |
| Encyclopedia of Popular Music |                |
| Ondarock                      | pietra miliare |
| Piero Scaruffi                | 6/10           |
| Rolling Stone (1970)          | Positivo       |
| Rolling Stone (2004)          |                |
| Sputnikmusic                  |                |
| The Village Voice             | E              |

Black Sabbath è l'album di debutto del gruppo musicale omonimo, pubblicato nel Regno Unito il 13 febbraio 1970 dalla Vertigo Records e in Nord America dalla Warner Bros. il 1º luglio 1970.

## Descrizione

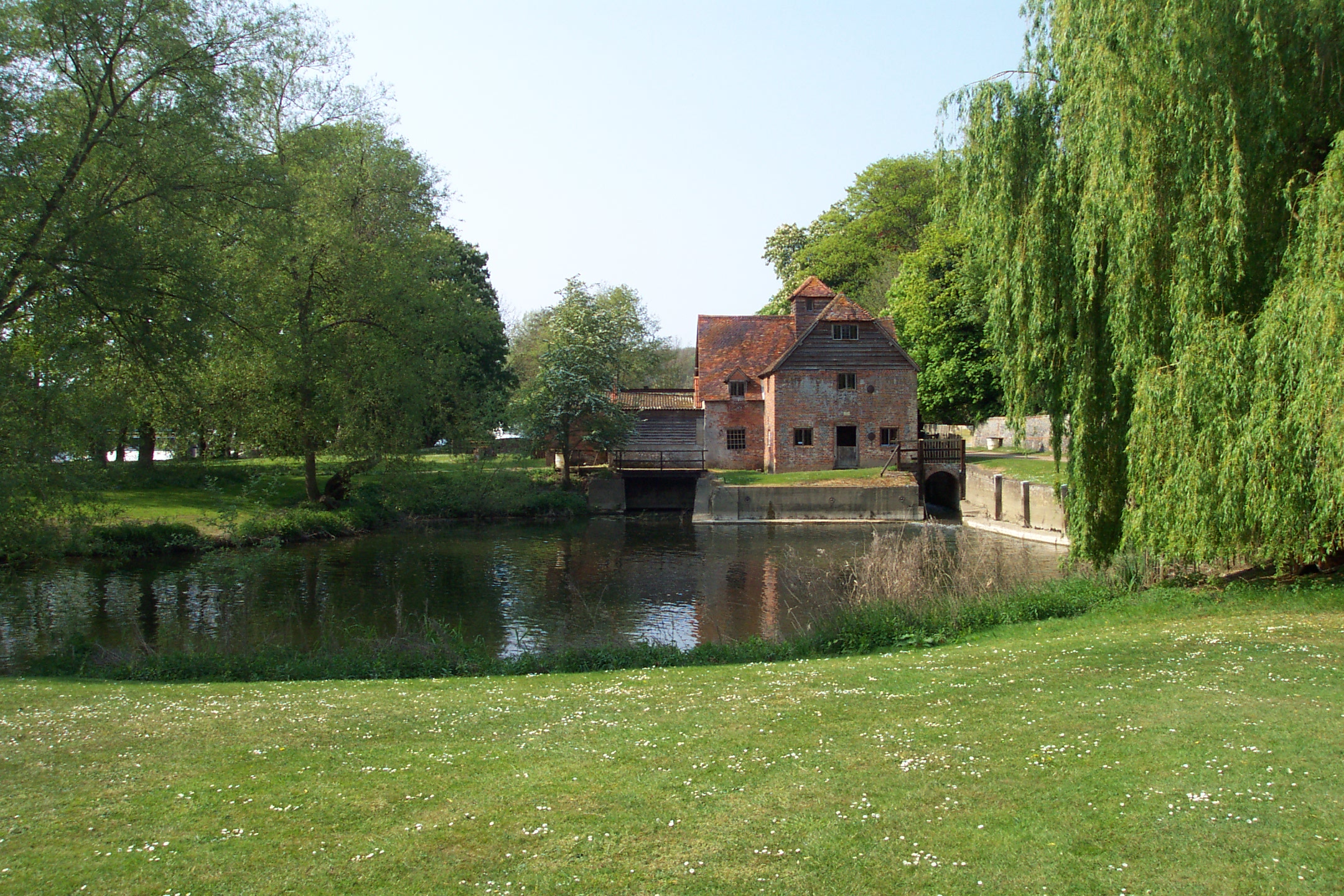
La stessa angolazione dell'immagine dell'album che riprende il mulino ad acqua Mapledurham Watermill, situato sul fiume Tamigi a Mapledurham, nella contea inglese di Oxfordshire.

Secondo quanto dichiarato dal chitarrista Tony Iommi, l'album è stato registrato in una sola sessione di circa 12 ore il 16 ottobre 1969: «Pensammo, "abbiamo due giorni per fare il disco, e uno dovrà essere dedicato al missaggio". Suonammo quindi dal vivo. Ozzy cantava in contemporanea, semplicemente lo riprendemmo in una cabina insonorizzata e via. Non abbiamo ripetuto una seconda volta quasi nessuna parte». Il suono presente nel disco è una miscela di psichedelia oscura e heavy metal che avrà una forte influenza nella genesi di numerose band venute dopo. I ritmi lenti e inquietanti e l'atmosfera da cinema horror saranno elementi che influenzeranno molto altri generi, su tutti il doom metal. I concetti extra-musicali quali la fascinazione per l'oscurità e il mistero hanno attirato dure critiche nei confronti del gruppo, che in seguito cambierà i propri interessi per dedicarsi ad altre tematiche. Il disco resta un classico nel panorama musicale internazionale, un disco seminale che ha aperto nuove strade creando un suono inconfondibile, ed è uno dei primi album a essere definito "heavy metal". Circa la canzone Black Sabbath, l'esecuzione nel riff principale del primo brano è uno dei più celebri del gruppo, di note separate da un intervallo di tritono, considerato nel medioevo di stampo satanico. Dall'album vennero estratti come singoli il doppio lato A Evil Woman/Wicked World e, solo in Francia, The Wizard. Evil Woman si tratta di una reinterpretazione dell'omonimo brano dei Crow, mentre Warning è originariamente degli Aynsley Dunbar Retaliation, anche se i musicisti Iommi, Ward e Butler si cimentano in essa in improvvisazioni blues e jazz.

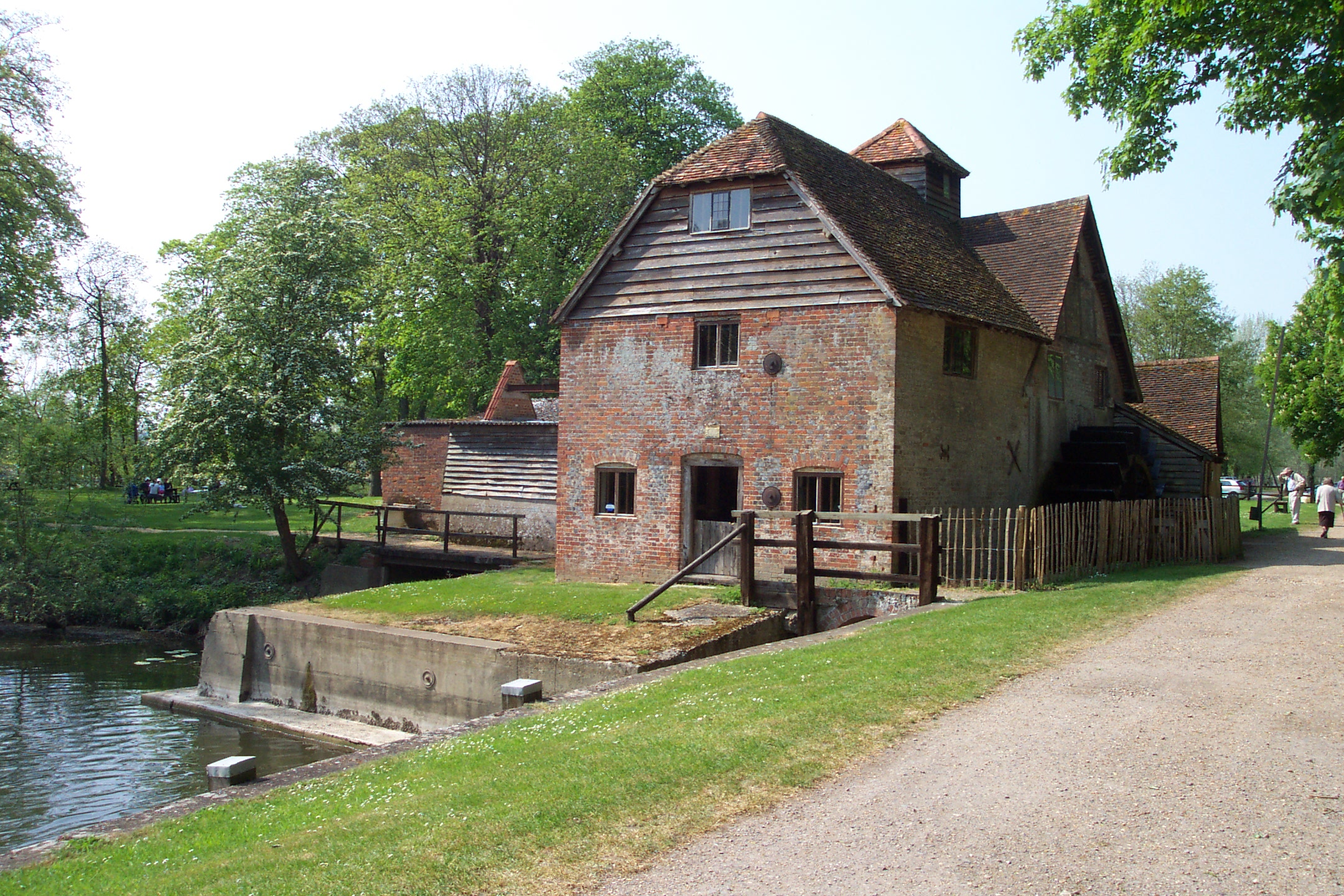
Il mulino Mapledurham.

## Accoglienza
Al momento della sua pubblicazione, Black Sabbath ricevette principalmente critiche negative. Lester Bangs, in una delle sue recensioni più note, pubblicata sulla rivista Rolling Stone, stroncò l'intero disco poiché «nonostante dei titoli tenebrosi e qualche testo vuoto che ricorda un omaggio malfatto dei Vanilla Fudge ad Aleister Crowley, l'album non ha nulla a che vedere con lo spiritismo, l'occulto e qualsiasi altra cosa, eccetto delle legnose litanie dei cliché dei Cream» e definì infine la band «proprio come i Cream! Ma peggio». Robert Christgau, di The Village Voice, inizialmente bollò l'album come «stronzate necromantiche» e poi lo descrisse come «il peggio della controcultura su un piatto di plastica» a causa degli «assoli troppo lunghi e i tempi di reazione compromessi dalla droga».
Le recensioni retrospettive di Black Sabbath furono invece generalmente positive. Steve Huey di AllMusic descrisse l'album come rivoluzionario, per aver segnato «la nascita dell'heavy metal così come lo conosciamo», nonché il primo tra gli album pionieri del genere le cui sonorità fossero «immediatamente riconducibili al metal anche dopo decenni di evoluzione del genere», e lo lodò per quanto «le lente e oscure chitarre rock» fossero capaci di far giungere l'ascoltatore a un «confuso, alterato stato di coscienza». Nel 2004 la rivista Rolling Stone ha lodato la produzione di Rodger Bain e ha successivamente inserito l'album nella lista 10 Classic Albums Rolling Stone Originally Panned.
L'album è stato classificato alla posizione 243 nella lista dei 500 migliori album secondo Rolling Stone, e alla quinta della lista dei 100 migliori album metal di tutti i tempi della medesima rivista.

## Tracce
Testi e musiche di Ozzy Osbourne, Tony Iommi, Geezer Butler e Bill Ward, eccetto dove indicato.
Edizione europea
1. Black Sabbath – 6:20
2. The Wizard  – 4:22
3. Behind the Wall of Sleep – 3:38
4. N.I.B. – 6:06
5. Evil Woman, Don't Play Your Games with Me – 3:25 (Dick Wiegland, Larry Wiegland, Dave Waggoner)
6. Sleeping Village – 3:48
7. Warning – 10:34 (Aynsley Dunbar, Alex Dmochowski, Victor Hickling)

Traccia bonus nella riedizione del 1996
1. Wicked World – 4:45

Edizione nordamericana
1. Black Sabbath – 6:20
2. The Wizard – 4:22
3. Wasp/Behind the Wall of Sleep/Bassically/N.I.B. – 9:44
4. Wicked World – 4:30
5. A Bit Of Finger/Sleeping Village/Warning – 14:32 (Iommi, Ward, Butler, Osbourne/Dunbar, Moreshed, Dmochowski, Hickling)

## Formazione
Gruppo
- Ozzy Osbourne - voce; armonica nel brano The Wizard
- Tony Iommi - chitarra
- Geezer Butler - basso
- Bill Ward - batteria

Altri musicisti
- Rodger Bain - scacciapensieri nel brano Sleeping Village

Personale tecnico
- Rodger Bain - produzione
- Tom Allom - ingegneria del suono
- Barry Sheffield - ingegneria del suono
- Marcus Keef - fotografia